# Nancy Castiglione
Nancy Jane Jiménez Castiglione (24 de febrero de 1981, Canadá), es una actriz y cantante filipina de ascendencia italiana.

## Biografía
Nancy Castiglione nació en Canadá, el 24 de febrero de 1981. De madre filipina y padre canadiense de ascendencia italiana, actualmente ella reside en Canadá y estudió ciencias políticas en la Universidad de Manitoba. Ella estaba relacionada con dos grandes artistas de su país de origen como el actor Luis Manzano y Hayden Kho.
Nancy visitó las Filipinas en el 2000, país de origen de su madre y de sus orígenes. Aunque todavía no tenía planificada su carrera artística, aunque ella lo pasa muy bien sus vacaciones en las Filipinas. Sin embargo, su viaje resultó ser el escalón inicial, pues bajo ninguna circunstancia, Nancy fue capaz de fascinar a un cazatalentos por su encanto y su belleza innegable y fue inmediatamente que se le ofreció para participar en un corte publicitario. Su primer corte comercial, lo inició para la "Cerveza Red Horse". Mostrando a una Nancy muy linda, juguetona y seductora, lo que le sirvió para su reputación firmemente establecida. Desde entonces, ella había estado participando en muchos anuncios publicitarios y finalmente, se convirtió en una de las artistas más buscadas para muchos otros productos comerciales.
También allanó el camino para su carrera como modelo. Su origen y su personalidad única, más un por su cuerpo perfecto, hizo que participara en muchas revistas extendidas como Maxim y FHM. Su atracción sexual, era visible en las revistas dirigidas a personas de sexo masculino como en FHM. Fue clasificada como la segunda figura femenina más sexy de Filipinas, en la revista Uno de 2007.
Luego Nancy se convirtió, en uno de los rostros familiares y se ganó el cariño de millones de filipinos. Por un corto período, ella debutó como actriz en la televisión como la artista invitada por el Magandang Tanghali Bayan.

## Filmografía

### Televisión
| Año       | Título                                        | Personaje                 | Canal       |
| --------- | --------------------------------------------- | ------------------------- | ----------- |
| 2002      | Masayang Tanghali Bayan                       | Herself / Host            | ABS-CBN     |
| 2002      | Kahit Kailan                                  | Abby                      | GMA Network |
| 2002      | Sana Ay Ikaw Na Nga                           | Patrice                   | GMA Network |
| 2003      | Starstruck: Season 1                          | Herself / Host            | GMA Network |
| 2003      | Love to Love: Season 1                        | Emilie                    | GMA Network |
| 2003      | Mulawin                                       | Muyak                     | GMA Network |
| 2004      | Pretty Boy                                    | Jamie                     | ABS-CBN     |
| 2004      | Lagot Ka, Isusumbong Kita                     | Trisha                    | GMA Network |
| 2004      | Hanggang Kailan                               | Tara                      | GMA Network |
| 2005      | Love to Love: Season 4                        | Honeylet / Jamie          | GMA Network |
| 2005      | Encantadia                                    | Muyak                     | GMA Network |
| 2005      | Etheria: Ang Ikalimang Kaharian ng Encantadia | Muyak                     | GMA Network |
| 2006      | Encantadia: Pag-ibig Hanggang Wakas           | Muyak                     | GMA Network |
| 2006      | Your Song Present: Para Sa 'Yo                | Nancy                     | ABS-CBN     |
| 2006      | Komiks                                        | Nancy                     | ABS-CBN     |
| 2007      | Love Spell                                    | Rachel                    | ABS-CBN     |
| 2008-2009 | Starstruck: Season 5 Live Finale              | Herself / Co-Host / Guest | GMA Network |

### Filmografía
- 2002 I Think I'm in Love
- 2002 Agimat, anting-anting ni Lolo as Queen Evil
- 2003 Asboobs: Asal Bobo as Angeles
- 2003 Maid for Each Other as Emilie
- 2007 The Sign as Sandra
- 2007 Xerox Copy

## Discografía
Studio albums
- 2008: Nancy Jane